# Lungotevere Maresciallo Cadorna
Il lungotevere Maresciallo Cadorna è il tratto di lungotevere che collega il lungotevere Federico Fellini a piazza Lauro De Bosis, a Roma, nel quartiere Della Vittoria.
Il lungotevere è dedicato al maresciallo d'Italia Luigi Cadorna, tra i protagonisti italiani del primo conflitto mondiale; è stato istituito con delibera del governatore l'8 marzo 1937.
Il lungotevere si trova nella zona del Foro Italico, già foro Mussolini. Qui si trova la foresteria Sud, un edificio progettato tra il 1929 e il 1932 da Enrico Del Debbio, da lui stesso modificato tra il 1936 e il 1937 con l'aggiunta di un secondo piano, completamente rivestito di marmo bianco di Carrara, divenuto sede del CIVIS nel 1957 e, dal 1967, ostello della gioventù.
La serie degli impianti sportivi del foro Italico fu completata con la costruzione, tra il 1958 e il 1960, dello stadio Olimpico del Nuoto, realizzato su progetto di Enrico Del Debbio e di Annibale Vitellozzi, e utilizzato in grandi occasioni, come le olimpiadi del 1960, i campionati europei del 1983 e i mondiali del 1994 e del 2009.
Il 23 ottobre 2020, la Giunta Capitolina ha deliberato il mutamento della denominazione del tratto iniziale, da piazzale Maresciallo Giardino a via Roberto Morra di Lavriano, in lungotevere Federico Fellini.

## Trasporti
|  | È raggiungibile dalla stazione Piazza Euclide. |